# 竹本松
帕齊·松·明克（英語：Patsy Matsu Mink；1927年12月6日—2002年9月28日），婚前姓竹本、日式姓名為竹本松（日语：／ Takemoto Matsu），是美國夏威夷州律師和政治人物。竹本松是日裔第三代美國人，民主黨黨員，曾任美國國務院海洋和國際環境與科學事務助理國務卿。

## 家庭
竹本松的父母是日裔第二代美國人。竹本松的父親是一名土木工程師；母親是家庭主婦 。竹本松的父親於1922年畢業於夏威夷大學，是第一位從夏威夷大學畢業的日裔美國人。